# Bartolommeo Capasso
Bartolommeo Capasso (22. februar 1815 i Napoli — 3. marts 1900 sammesteds) var en italiensk historiker.
Capasso var chef for statsarkivet i Napoli. Af hans skrifter, der hovedsagelig er knyttede til napolitansk historie, skal nævnes: Le fonti della storia delle provincie Napoletane dal 568 al 1500 (1876 og 1902) og Monumenta ad Neapolitani ducatus historiam pertinentia (2 bind, 1881).
- Monumenta ad Neapolitani ducatus historiam pertinentia, 1881